# My Name Is Skrillex
My Name Is Skrillex is de eerste ep van Skrillex. Het werd op 7 juni 2010 als gratis download aangeboden op de Myspace pagina van zijn management, Blood Company..

## Lijst van nummers
| Nr. | Titel                         | Duur |
| --- | ----------------------------- | ---- |
| 1.  | My Name Is Skrillex           | 4:31 |
| 2.  | WEEKENDS!!! (met Sirah)       | 4:45 |
| 3.  | Fucking Die 1                 | 3:50 |
| 4.  | Fucking Die 2 (€€ Cooper Mix) | 5:37 |
| 5.  | Do Da Oliphant                | 3:27 |
| 6.  | With You, Friends             | 6:22 |

### Bonusnummer
| Nr. | Titel                                | Duur |
| --- | ------------------------------------ | ---- |
| 7.  | My Name Is Skrillex (Skrillex Remix) | 4:46 |